# Rachel Treweek
Rachel Treweek, född Montgomery 4 februari 1963, är en brittisk anglikansk biskop och ledamot av det brittiska parlamentets överhus. Hon är den första kvinna som vigts till stiftsbiskop i Engelska kyrkan, och den första kvinna som tjänstgjort i parlamentets överhus som Lord Spiritual.

## Biografi
Treweek har studerat vid University of Reading och erhöll 1984 en Bachelor of Arts (BA) i lingvistik och språkpatologi. Efter examen arbetade hon i sex år inom National Health Service som logoped med inriktning mot barn. Hon blev bland annat ansvarig för pediatrisk logopedi för tre vårddistrikt i norra London.

### Karriär inom Engelska kyrkan
Treweek började studera för prästvigning två år innan Engelska kyrkan beslutade att tillåta prästvigning av kvinnor.  Hon studerade vid Wycliffe Hall i Oxford, ett anglikanskt teologiskt college. Hon tog examen som Bachelor of Theology (BTh) 1994,  samma år som kyrkan prästvigde de 32 första kvinnorna till präster.
Själv ordinerades Treweek till diakon av David Hope, biskop av London, i Sankt Paulskatedralen i London den 3 juli 1994. Året efter prästvigdes hon av Martin Wharton, biskop av Kensington, i hennes missivförsamling St George and All Saints Church, Tufnell Park i London, där hon också genomförde sin curacy (ungefär pastorsadjunkt) 1994-1997. Som färdigutbildad präst fortsatte hon att tjänstgöra som associate vicar i församlingen tills hon 1999 utsågs till vicar (kyrkoherde) i St James-the-Less församling i Londonstadsdelen Bethnal Green.
Samtidigt som hon tillträdde i St James-the-Less utsågs Treweek också till koordinator för prästers fortbildning i Londons stift. Hon lämnade församlingstjänst helt år 2006, när hon utsågs till en av sex archdeacons i Londons stift. Uppdraget innebär att under biskopens ledning ansvara för att visitera församlingar, övervaka det demokratiska arbetet i kyrkoråd och stiftssynod, stödja och ha tillsyn över präster och diakoner samt fullfölja biskopens ansvar vad gäller kyrkobyggnader och övriga fastigheter. Treweek var archdeacon för Northolt 2006-2011 och för Hackney 2011-2015, när hon utsågs till biskop.
Treweek har varit ledamot av Engelska kyrkans generalsynods prästerskapskammare sedan 2010. I september 2013 valdes Treweek som en av åtta ”deltagande observatörer” i synodens biskopskammare. Syftet med observatörerna var att erfarna kvinnliga präster ska delta i biskopskammarens möten till dess minst sex kvinnor har säte i kammaren som biskopar.

Biskopen av Gloucesters vapen blasoneras på blå sköld, två nycklar i guld, korslagda som ett Andreaskors och med axen uppåt och utåt, krönt av en mitra i silver med band i guld.

### Biskopsutnämning

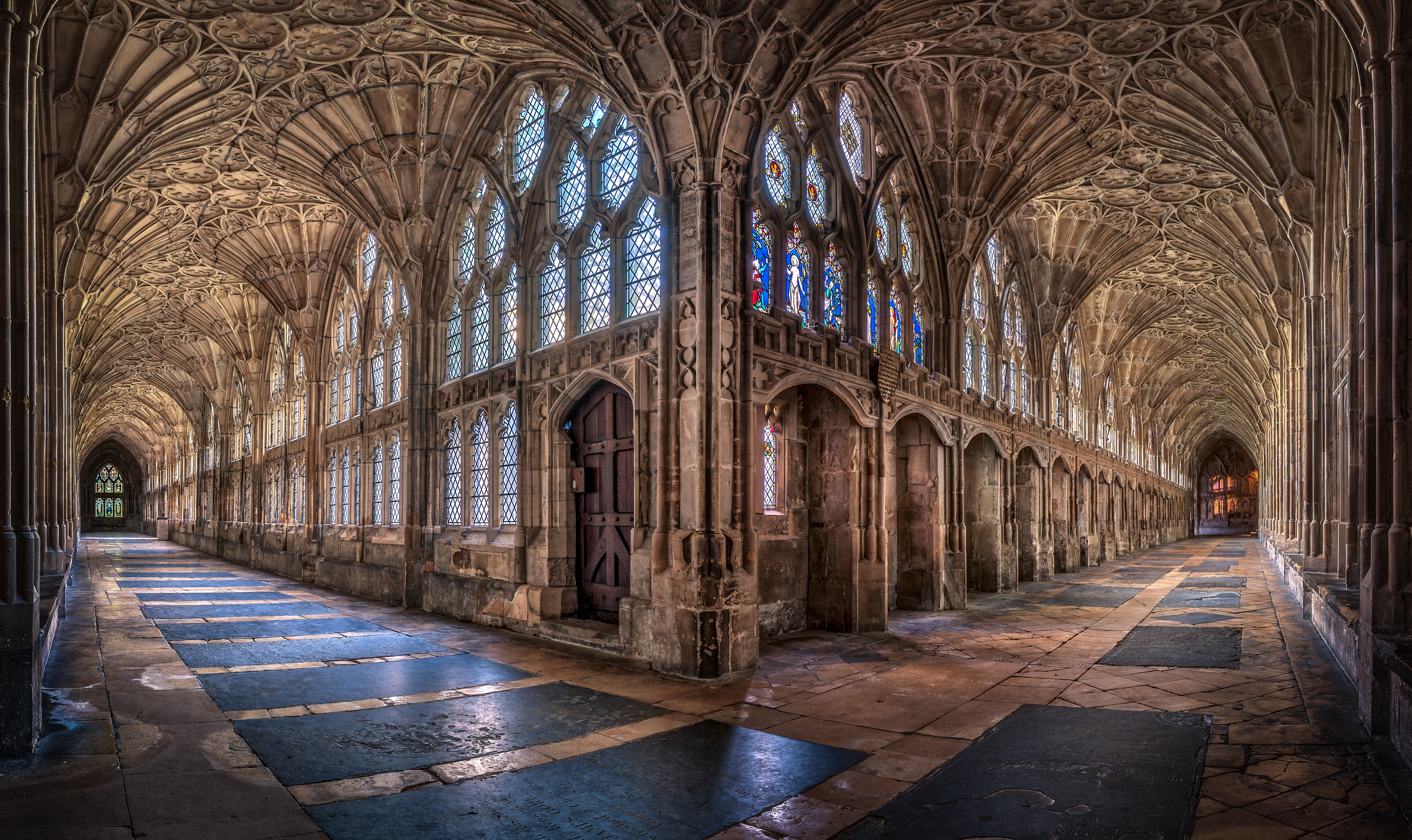
Rachel Treweeks biskopssäte är Katedralen i Gloucester. Här syns katedralens korsgång, som också användes för filmatiseringen av Harry Potter.

Den 26 mars 2015 meddelades att Rachel Treweek utsetts till ny stiftsbiskop för Gloucester stift. Därmed blev Treweek den första kvinnan att utses till stiftsbiskop i Engelska kyrkan. (Tidigare hade två kvinnor utsetts till suffraganbiskop, det vill säga fullvärdiga biskopar men utan eget biskopssäte och underställda en stiftsbiskop.) Hon utsågs formellt till biskop den 15 juli och tillsammans med Sarah Mullally biskopvigdes hon den 22 juli 2015 av Justin Welby, ärkebiskop av Canterbury, under en gudstjänst i Katedralen i Canterbury. Mullally och Treweek blev därmed de tredje och fjärde kvinnliga biskoparna i Engelska kyrkan. Den 19 september samma år installerades Rachel Treweek i Katedralen i Gloucester som den 41:a biskopen av Gloucester.
Till följd av en lagändring samma år, blev Treweek också den första kvinna att tjänstgöra som Lord Spiritual i det brittiska parlamentets överhus, House of Lords. I september 2015 efterträdde hon Tim Stevens, biskop av Leicester och Sammankallande av biskoparna i överhuset. Hon skickade dock tillbaka det första utnämningsbrevet, då det refererade till henne som ”högvördige fader i Gud” ("right reverend father in God"). I hennes andra utnämningsbrevet var "fader i Gud” strukna. Treweek introducerades i överhuset av ärkebiskop Justin Welby och biskopen av London Richard Chartres den 25 oktober 2015.
Sedan 2020 är Rachel Treweek också biskop för brittiska fängelser, Bishop to Her Majesty’s Prisons.

## Privatliv
Treweek är gift med Guy Treweek, även han präst i Engelska kyrkan.